# Ferrovia Dublino-Belfast
La ferrovia Dublino–Belfast (in inglese Dublin–Belfast railway line) è una linea ferroviaria internazionale che collega Dublino, capitale della Repubblica d'Irlanda, a Belfast, capitale dell'Irlanda del Nord.
La linea è gestita dalla Iarnród Éireann nel territorio della Repubblica d'Irlanda, e dalla Northern Ireland Railways (NIR) in quello dell'Irlanda del Nord.

## Storia
La ferrovia fu in origine costruita da due diverse compagnie. Nel 1837 la Ulster Railway iniziò la realizzazione della linea tra Belfast e Lisburn che fu poi estesa verso Portadown, nel 1842 e fino a Clones attorno al 1863. La (D&D) costruì invece il tratto tra Dublino e Drogheda. La ferrovia Dublino–Belfast Junction unì le due tratte. La secessione dell'Irlanda portò alla formazione del confine verso Newry e Dundalk, rallentando la linea visto che i treni erano costretti a fermarsi su entrambi i lati del confine per ispezioni doganali. Ora i controlli doganali sono meno severi.

### Miglioramenti
Nel primo decennio del XXI secolo, il governo della Repubblica d'Irlanda ha incentivato il trasporto su rotaia, investendo anche sulla linea ferroviaria Dublino–Belfast.
Nel 1997 entrambe le compagnie esercenti hanno acquistato nuovi treni.

## Caratteristiche
La linea è una ferrovia a doppio binario e a scartamento ordinario irlandese da 1600 mm. Il tronco Malahide–Dublino e la diramazione Howth–Howth Junction, utilizzati dal servizio Trans-Dublin appartenente al sistema della Dublin Area Rapid Transit (DART), sono elettrificati a 1500 volt in corrente continua.
La circolazione sul tratto in territorio della Repubblica d'Irlanda, fra Dundalk Clarke e Dublino, è regolata dal Comando Centralizzato del Traffico (CTC) avente sede presso la stazione di Dublino Connolly.

## Percorso
|  | Unknown route-map component "CONTgq" | Unknown route-map component "ABZ+lr" | Unknown route-map component "CONTfq" |  |

| Station on track |

| Stop on track |

| Stop on track |

|  | Unknown route-map component "KBHFaq" | Junction both to and from right |  |  |

| Stop on track |

| Stop on track |

| Stop on track |

| Stop on track |

| Stop on track |

| Stop on track |

| Stop on track |

| Station on track |

| Unknown route-map component "eHST" |

|  | Unknown route-map component "exCONTgq" | Unknown route-map component "eABZgr" |  |  |

| Unknown route-map component "eHST" |

| Stop on track |

| Stop on track |

| Station on track |

| Unknown route-map component "eHST" |

| Stop on track |

| Stop on track |

| Unknown route-map component "eHST" |

| Small bridge over water |

| Station on track |

| Unknown route-map component "eHST" |

| Unknown route-map component "eHST" |

| Restricted border on track |

| Small bridge over water |

| Station on track |

| Unknown route-map component "eHST" |

|  | Unknown route-map component "exCONTgq" | Unknown route-map component "eABZg+r" |  |  |

| Unknown route-map component "eHST" |

| Unknown route-map component "eHST" |

| Small arched bridge over water |

| Small arched bridge over water |

|  | Unknown route-map component "CONTgq" | Unknown route-map component "ABZg+r" |  |  |

| Station on track |

| Stop on track |

| Small bridge over water |

| Unknown route-map component "eHST" |

| Stop on track |

| Stop on track |

| Stop on track |

| Stop on track |

| Small bridge over water |

| Stop on track |

| Unknown route-map component "hKRZWae" |

| Stop on track |

| Stop on track |

| Stop on track |

|  |  | Straight track | Head stop |  |

|  |  | Straight track | Stop on track |  |

|  |  | Straight track | Stop on track |  |

|  |  | Unknown route-map component "ABZg+l" | One way rightward |  |

| Stop on track |

| Stop on track |

| Stop on track |

| Stop on track |

| Stop on track |

| Stop on track |

|  | Unknown route-map component "KDSTaq" | Unknown route-map component "ABZg+r" |  |  |

|  |  | Unknown route-map component "ABZgl" | Unknown route-map component "STR+r" |  |

| Unknown route-map component "CONTgq" | Unknown route-map component "ABZq+r" | Unknown route-map component "KRZo" | Unknown route-map component "ABZg+r" |  |

|  | One way leftward | Unknown route-map component "ABZg+r" | One way leftward | Unknown route-map component "KDSTeq" |

|  |  | Station on track | Unknown route-map component "uKHSTa" |  |

|  | Unknown route-map component "uCONTgq" | Unknown route-map component "mKRZo" | Unknown route-map component "uSTRr" |  |

| Small bridge over water |

| Continuation forward |

## Traffico
L'intera linea è percorsa dagli InterCity " Enterprise " Dublino Connolly–Belfast Central.
La Iarnród Éireann opera sulla parte di linea in territorio dell'Irlanda e svolge due servizi:
- il Northern Commuter, che collega la Dundalk a quella di Dublino Pearse;
- il Trans-Dublin, che fa parte della DART, è un servizio suburbano che collega Dublino Connolly a due stazioni capolinea diverse: Malahide e Howth.

Le stazioni di Kilbarrack, Raheny, Harmonstown, Killester e Clontarf Road sono servite esclusivamente dalla Trans-Dublin.
La NIR effettua servizio locale sulle direttrici:
- Newry–Belfast Central;
- Newry–Belfast Great Victoria Street;

Il Belfast Great Victoria Street–Belfast Central–Bangor impiega il tronco della Dublino–Belfast compreso tra le due stazioni della città nordirlandese.